# Мегура-Єрій
Мегура-Єрій (рум. Măgura Ierii) — село у повіті Клуж в Румунії. Входить до складу комуни Яра.
Село розташоване на відстані 305 км на північний захід від Бухареста, 26 км на південь від Клуж-Напоки.

## Населення
За даними перепису населення 2002 року у селі проживали 58 осіб, усі — румуни. Усі жителі села рідною мовою назвали румунську.